# Omia
Omia is een geslacht van vlinders van de familie Uilen (Noctuidae), uit de onderfamilie Cuculliinae.

## Soorten
- O. banghaasi Stauder, 1930
- O. cyclopea (Graslin, 1837)
- O. cymbalariae (Hübner, 1809)
- O. oberthurii Allard, 1867